# Saša Živec
Saša Aleksander Živec (* 2. April 1991 in Šempeter-Vrtojba) ist ein slowenischer Fußballspieler, der seit 2023 bei dem polnischen Verein Wieczysta Kraków unter Vertrag steht.

## Karriere
Am 16. Juli 2010 gab Živec sein Debüt für Primorje bei einer 4:1-Auswärtsniederlage gegen FC Koper. Am 29. August erzielte er bei einem 5:1-Heimsieg gegen NK Olimpija Ljubljana sein erstes Tor. In der Saison 2010/11 bestritt er 31 Partien in der slowenischen PrvaLiga und lieferte sieben Vorlagen. Trotz seiner Leistungen wurde Primorje Letzter und stieg in die slowenische Zweite Liga ab.
Am 14. Juni 2011 schloss sich Živec im Rahmen eines Dreijahresvertrags ZSKA Sofia an. Am 16. Juli erzielte er sein erstes Tor für CSKA Sofia in einem Freundschaftsspiel gegen Krakau. Živec debütierte am 30. Juli als Einwechselspieler bei einem 3:1-Sieg im bulgarischen Supercup gegen Litex Lowetsch.
Nachdem sein Vertrag mit CSKA Sofia gekündigt wurde, kehrte er in seine Heimat Slowenien zurück und wechselte am 9. Februar 2012, ausgestattet mit einem zweieinhalbjährigen Vertrag, zu Domžale. Živec gab sein Debüt für den Verein am 10. März. Er eröffnete die Saison 2012/13 mit einem 2:1-Auswärtssieg gegen Olimpija, in dem er beide Tore für seine Mannschaft erzielte. 2013 wurde er zu ND Gorica ausgeliehen und erzielte in 36 Pflichtspielen 6 Tore.
2014 wechselte Živec ablösefrei nach Polen zum polnischen Erstligisten Piast Gliwice. Nach einer erfolgreichen Zeit in Gliwice, und einem kurzen Zwischenstopp bei Omonia Nikosia für die Saison 2018/19, wechselte er erneut in die Ekstraklasa zu Zagłębie Lubin. Sein Debüt für Zagłębie feierte Živec mit einem Tor beim 2:0-Heimsieg im zweiten Ligaspiel gegen Arka Gdynia. Anfang September 2020 debütierte Živec gegen Griechenland in der slowenischen Nationalmannschaft. Nach seinem Engagement bei Lubin wechselte er ablösefrei zu Wieczysta Kraków.

## Erfolge
CSKA Sofia
- Bulgarischer Supercupsieger: 2012

ND Gorica
- Slowenischer Pokalsieger: 2014